# Stansstad
Stansstad (toponimo tedesco) è un comune svizzero di 4 869 abitanti abitanti del Canton Nidvaldo.

## Geografia fisica
Il territorio di Stansstad si estende tra il lago dei Quattro Cantoni e il lago di Alpnach, ai piedi del monte Bürgenstock.

## Storia
Il comune politico di Stansstad è stato istituito nel 1850.

## Monumenti e luoghi d'interesse
- Chiesa parrocchiale della Sacra Famiglia, eretta nel 1942-1943[3];
- Schnitzturm, torre difensiva e abitativa costruita nel XIII secolo, distrutta nel 1798 e ricostruita nel 1989-1991[3].

## Società

### Evoluzione demografica
L'evoluzione demografica è riportata nella seguente tabella:
Abitanti censiti

## Geografia antropica

### Quartieri e frazioni
I quartieri e le frazioni di Stansstad sono:
- Fürigen
- Kehrsiten
- Obbürgen
- Rotzloch[5]

## Economia
A Stansstad hanno sede la società ferroviaria Zentralbahn e il costruttore di modellismo ferroviario HAG Modelleisenbahnen; il Bürgenstock è località villeggiatura.

## Infrastrutture e trasporti

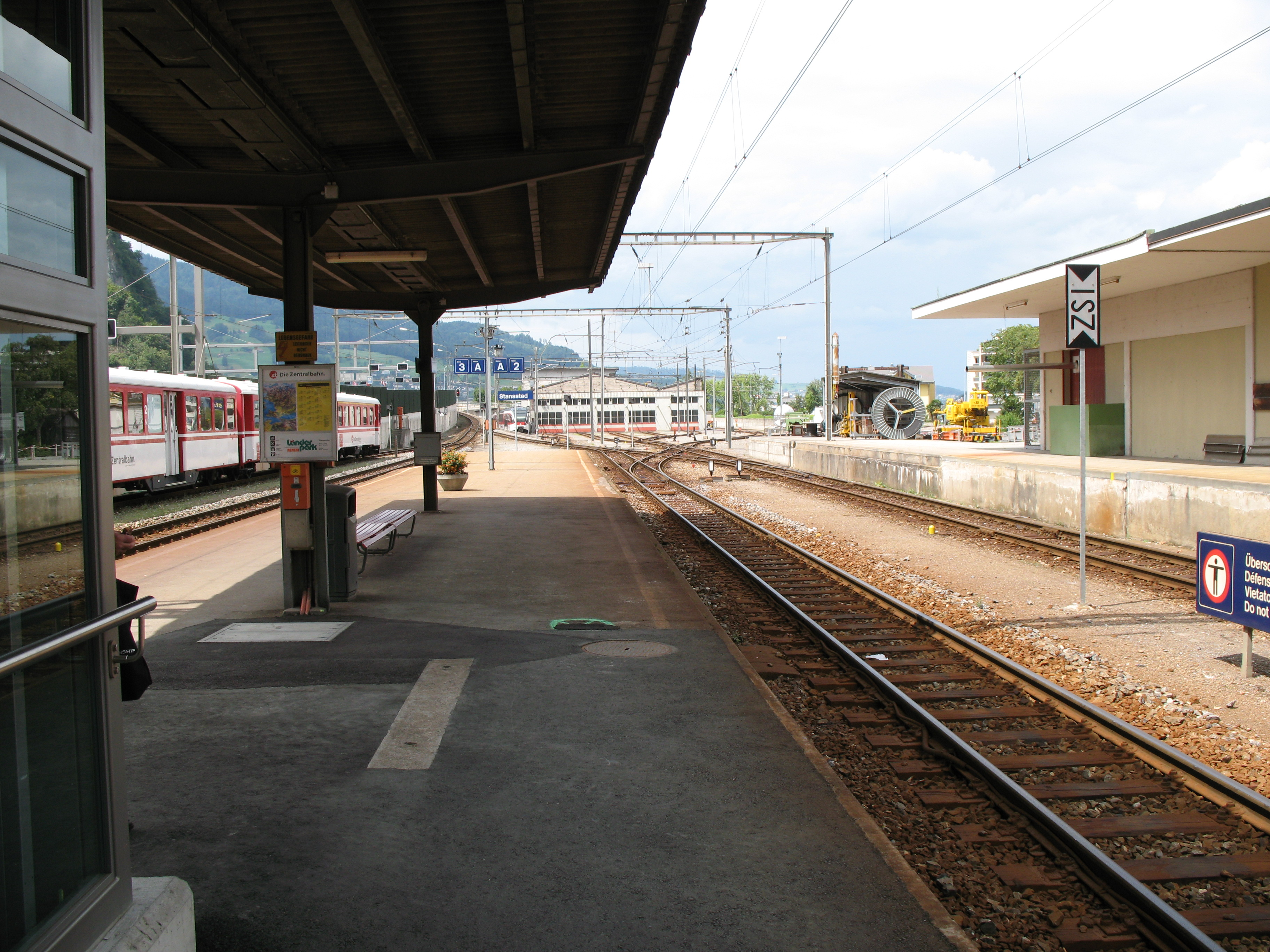
La stazione di Stansstad

Stansstad è servito dall'omonima uscita sull'autostrada A2/E35, dall'omonima stazione sulla ferrovia Lucerna-Stans-Engelberg e dalla Compagnia di navigazione del lago dei Quattro Cantoni.